# Persöner AB
Persöner AB var ett företag i Ystad, som grundades 1910 av Carl Person som en lump- och skrotaffär. Det var under mitten av 1900-talet
Ystads största företag, och många av de verksamheter som fanns inom Persöner lever idag kvar i staden under andra namn, till exempel Polykemi AB och PMH International AB.
Carl Person gav sig in i järnvägsbranschen 1930, då han började sälja begagnade räler under företagsnamnet Carl Person & Söner. År 1953 köptes Påhlmans mekaniska verkstad i Ystad, som började tillverka spårväxlar. Persöner Spårteknik såldes till Sab Nife Svenska AB 1983 och vidaresåldes 1985 till GIA Industri AB.
Som mest omfattade företaget återvinningsverksamhet av metaller, papper, textilier och plast, fartygsupphuggning, bilfragmentering, spårväxeltillverkning och annan mekanisk verkstadsindustri, mässingsgjuteri och gummiindustri.  
Återvinningsverksamheten köptes 1974/1975 av AB Plåtmanufaktur och ändrade namn till PLM Återvinning. Det köptes 1980 av Stena Metall AB i Göteborg.